# Nanjing Olympic-Sports-Center-Stadion
Das Nanjing-Olympic-Center-Stadion ist ein Multifunktionsstadion in Nanjing, China. Baubeginn des gesamten Komplexes war im August 2002 und endete im Dezember 2004. Am 1. Mai 2005 wurde das Stadion eröffnet. Es wurde für die 10. Nationalen Spiele Chinas im selben Jahr genutzt. Heute finden in dem Stadion Fußballspiele und Leichtathletikwettbewerbe statt. 
Der Verein Jiangsu Sainty aus der Chinese Super League trug hier seine Heimspiele aus. 
Der gesamte Komplex erstreckt sich über 89,6 Hektar Land. Neben dem Stadion befinden sich auch noch die Sporthalle Nanjing Olympic Sports Center Gym, ein Schwimmstadion, ein Tenniscenter und ein Pressezentrum auf dem Gelände.
Architekten des Projektes war das Architekturbüro Populous. Früher bekannt unter dem Namen HOK Sport + Venue + Event. 

## Einzelnachweis
1. ↑  alunet.net: Kurzbericht mit Bildern (eng) (Memento des Originals vom 8. Oktober 2007 im Internet Archive)  Info: Der Archivlink wurde automatisch eingesetzt und noch nicht geprüft. Bitte prüfe Original- und Archivlink gemäß Anleitung und entferne dann diesen Hinweis.